# Griekse vrouwen met kruik
Griekse vrouwen met kruik is een officieuze naam voor een tweetal beelden staande in Amsterdam-Zuid; het Vondelpark.

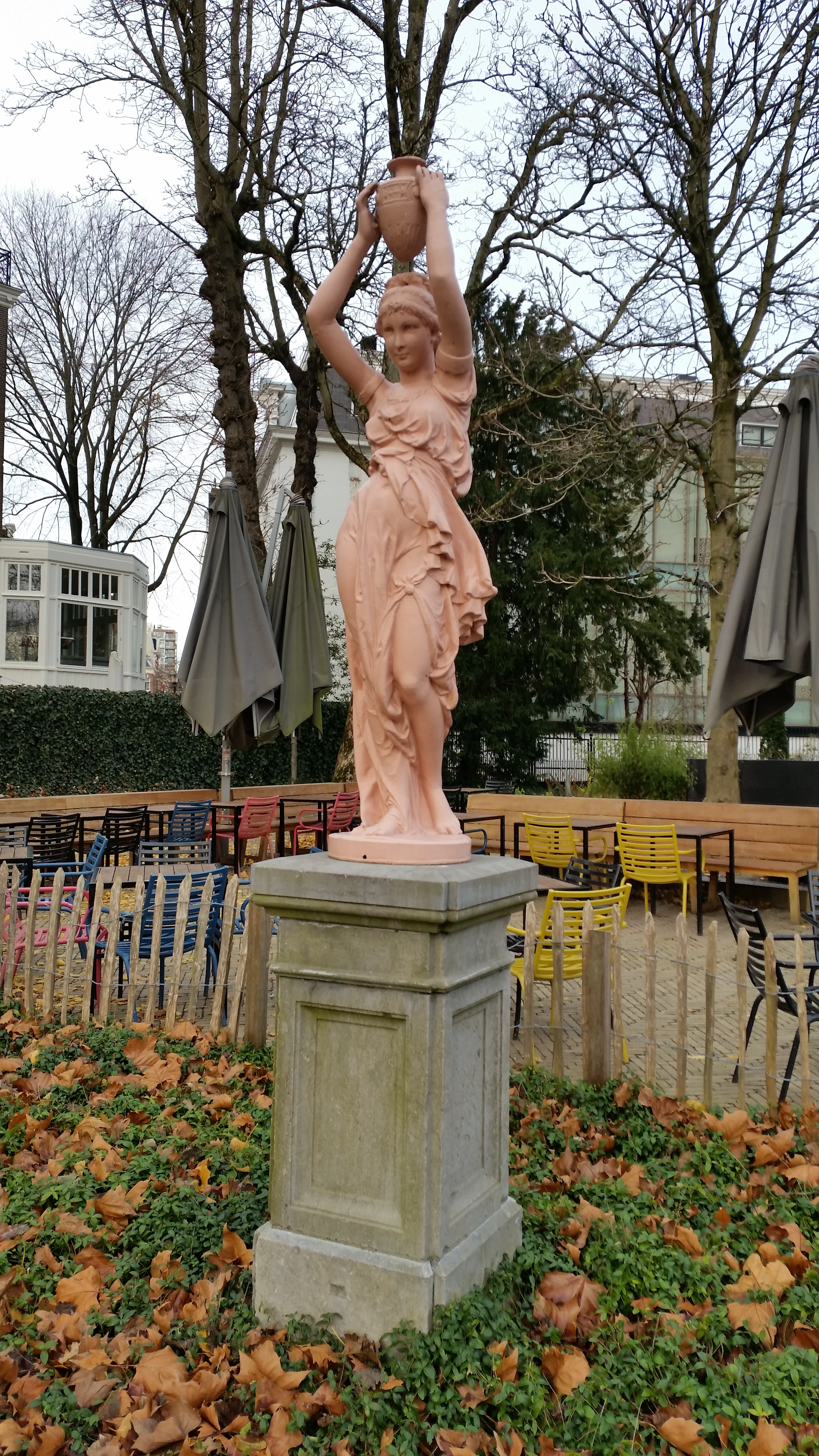
Griekse vrouw, links voor het paviljoen (december 2019)

Op 4 mei 1881 werd het vernieuwde Vondelparkpaviljoen geopend. Deze kwam in de plaats van een houten paviljoen. Ongeveer gelijktijdig kwamen er aan de voorzijde van dat gebouw twee ijzeren beelden op natuurstenen sokkels te staan, die sindsdien niet meer weg zijn geweest. Ze worden omschreven als Griekse vrouwen met kruik en staan in de 21e eeuw in een perkje dat de afscheiding vormt tussen het terras van genoemd paviljoen en de voet- en fietspaden ter plaatse. De beelden vallen op door hun lichtroze kleur.
Vanaf 1953 vormen ze een contrast van de Vrouwen met schalen van Leo Braat.